# Coshocton megye
Coshocton megye az Amerikai Egyesült Államokban, azon belül Ohio államban található. Megyeszékhelye Coshocton. Lakosainak száma 36 612 fő (2020. április 1.). Coshocton megye Holmes, Muskingum, Tuscarawas, Guernsey, Licking és Knox megyékkel határos.

## Népesség
A megye népességének változása:
| Lakosok száma | 36 910 | 36 922 | 36 840 | 36 760 | 36 569 | 36 612 |
|               | 2010   | 2011   | 2012   | 2013   | 2015   | 2020   |